# Nitokra gracilimana
Nitokra gracilimana is een eenoogkreeftjessoort uit de familie van de Ameiridae. De wetenschappelijke naam van de soort is voor het eerst geldig gepubliceerd in 1902 door Giesbrecht.